# Kasper Kurcz

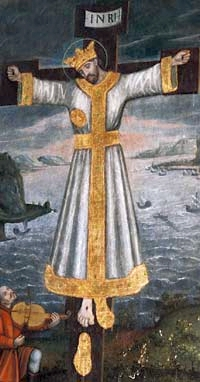
Ukrzyżowanie w kościele Najświętszego Salwatora w Krakowie

Kasper Kurcz (Karcz, Kurc, Kurkowic, ur. ?, zm. między 21 czerwca a 25 listopada 1610 w Krakowie) – malarz działający w Polsce. 

## Życiorys
Od 1572 był mistrzem, a w 1575 przyjął prawa miejskie w Krakowie. Autor niezachowanych malowideł w izbie Rady w krakowskim ratuszu,  dekoracji z okazji wjazdu króla Zygmunta III do Krakowa, polichromii w kaplicy Batorego na Wawelu i malowideł w gotyckim kościele św. Anny w Krakowie.
Do zachowanych dzieł należy sygnowany obraz Matka Boska z Dzieciątkiem w klasztornym kościele św. Stanisława Biskupa i Męczennika w Kaliszu. Przypisuje się również Kurczowi obraz Ukrzyżowanie w kościele Najświętszego Salwatora w Krakowie (1605).